# Babsk
Babsk je vas v osrednji Poljski, v Loškem vojvodstvu 75 km jugozahodno od Varšave. 
Trenutno ima vas 690 prebivalcev (po oceni iz leta 2005).  